# Eragrostis capensis
Eragrostis capensis är en gräsart som först beskrevs av Carl Peter Thunberg, och fick sitt nu gällande namn av Carl Bernhard von Trinius. Eragrostis capensis ingår i släktet kärleksgrässläktet, och familjen gräs. Inga underarter finns listade i Catalogue of Life.